# ظاهرة إنترنت

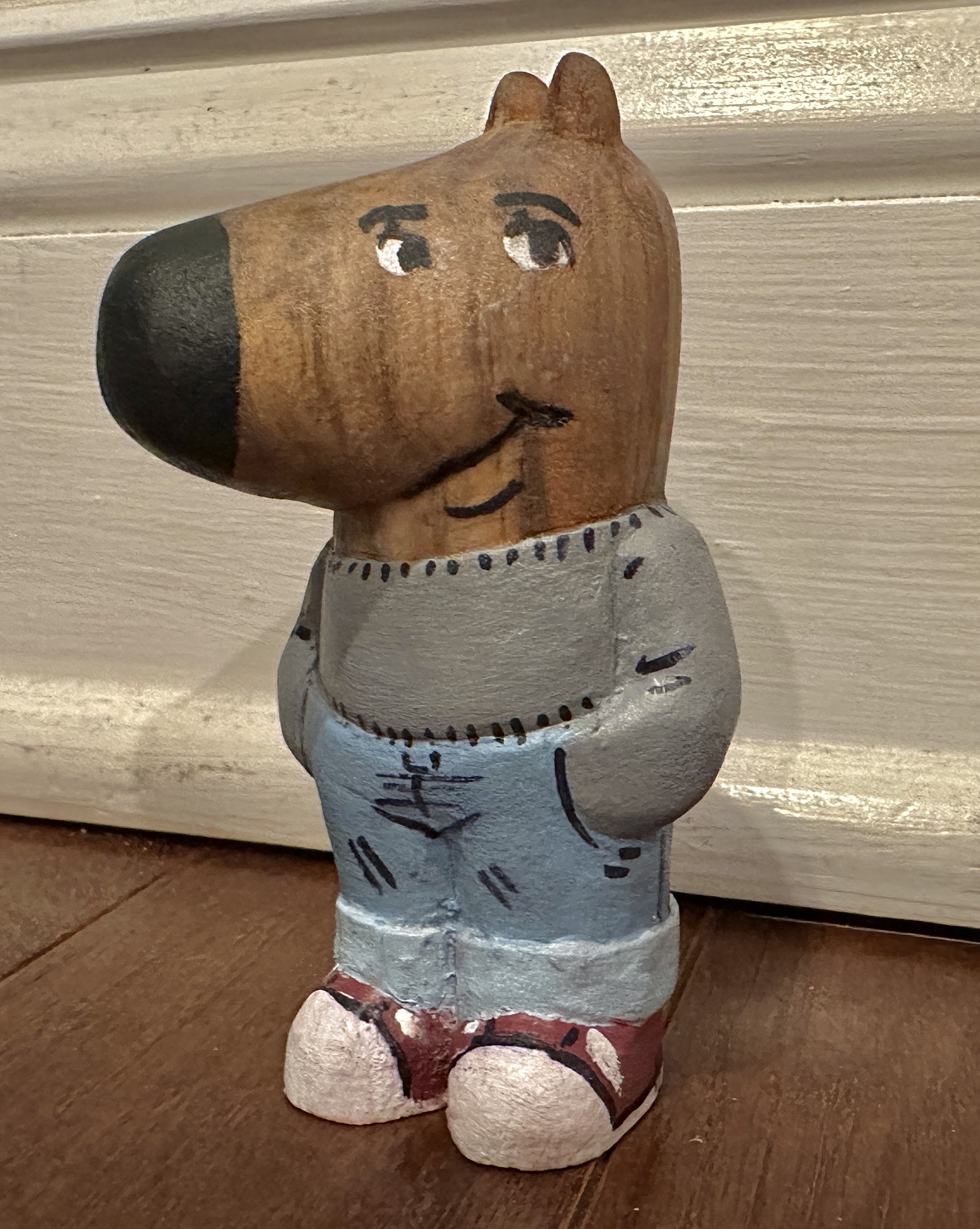
عمل فني للشخصية الخيالية المسماة "الشخص البارد" ، وقد اصبحت ظاهرة على الانترنت للتعبير عن برود وهدوء شخص معين

ظاهرة إنترنت (بالإنجليزية: Internet phenomena) هي عبارة عن ظاهرة - شخص أو كيان أو فكرة - تحقق شهرة وشعبية واسعة في المقام الأول من خلال نشر معلومات (نصية أو صورية أو صوتية أو فيديوية) على شبكة الإنترنت. الأشكال المعروفة من ظواهر الإنترنت هي ميم الإنترنت، ومشاهير الإنترنت، ومواقع الإنترنت الناجحة. على سبيل المثال، في عام 2006، وصفت مجلة إينفورميشن ويك كيف إن إنشاء بيير أميديار لموقع إيباي، بعد أن عثر على شخص يقوم بجمع مؤشرات ليزر مكسورة، أدى إلى أن يصبح «ظاهرة إنترنت».